# Siu Black
Siu Black (sinh ngày 27 tháng 8 năm 1967) là một ca sĩ, diễn viên điện ảnh, MC nổi tiếng người Việt Nam, theo phong cách nhạc rock. Cô được người hâm mộ trìu mến gọi là "Họa mi của núi rừng Tây Nguyên", hay ngắn gọn là "Họa mi núi rừng".
Xuất thân từ một gia đình người dân tộc Ba Na không có người làm nghệ thuật, ngay từ khi còn rất nhỏ, Siu Black đã thích hát. Dù không nhận được sự ủng hộ từ gia đình nhưng Siu vẫn theo đuổi niềm đam mê của mình. Trong sự nghiệp ca hát của mình, ca sĩ Siu Black đã tham dự nhiều cuộc thi và đoạt giải thưởng cả trong lẫn ngoài nước.

## Cuộc đời và sự nghiệp

### Tuổi thơ (1967 - 1977)
Siu Black sinh tại làng Plei Tơnghia, thị xã Kon Tum (nay thuộc địa phận phường Quang Trung, thành phố Kon Tum, tỉnh Kon Tum), thuộc Tây Nguyên của Việt Nam Cộng Hòa, là một cô gái nhỏ của một gia đình giàu có. Khi Siu 10 tuổi, cha mẹ cô qua đời, Siu trở thành một đứa trẻ mồ côi và sống với chú của cô.

### Con đường đến với sân khấu âm nhạc (1978 - 1985)
Thời trẻ, Siu Black tham gia phong trào ca hát của học sinh, sinh viên. Sau đó ca sĩ - giảng viên thanh nhạc Tây Nguyên Linh Nga Niê Kdăm phát hiện giọng hát Siu Black qua một cuộc thi âm nhạc quần chúng, đã động viên và khuyến khích Siu Black theo học thanh nhạc. Siu Black đã thi vào Trường Nghệ thuật Đắk Lắk và theo học trung cấp thanh nhạc trong 3 năm. Ra trường, Siu về công tác ở Đoàn Ca múa nhạc tỉnh Đắk LắK.
Một cơ duyên nữa mà tài năng của Siu Black được người khác nhận ra, đó chính là Nguyễn Cường – nhạc sĩ mà tên tuổi đã gắn liền với những sáng tác bất tử về Tây Nguyên. Lần đầu tiên Nguyễn Cường gặp Siu Black là khi Siu Black mới 17 tuổi. Khi đó, hình ảnh cô gái Ba Na vừa đánh đàn ghita vừa hát trong một cuộc thi âm nhạc đã chinh phục Nguyễn Cường. Ông đã thốt lên: "Trong vòng 20 năm nữa, chắc chắn Tây Nguyên sẽ không có một giọng hát nào được như Siu Black".
Ngày đầu đi hát, Siu vẫn hát chủ yếu các ca khúc bằng tiếng Ba Na, tiếng Ê Đê và tiếng Anh. Khi gặp Nguyễn Cường, từ lời khuyên của ông, Siu Black bắt đầu học tiếng Kinh, với ước mơ đưa giọng hát của mình ra ngoài mảnh đất Tây Nguyên.

### Hôn nhân (1986 - 2005)
Năm 1987, trong một lần đi biểu diễn ở Campuchia, Siu Black gặp Nguyễn Đức Hùng khi đó là cầu thủ bóng chuyền của tỉnh Đắk Lắk. Hai người đã cưới nhau khoảng ba năm sau đó và hiện có hai con trai là Nguyễn Siu Mạnh sinh 1989 và Nguyễn Siu Hiếu sinh 1991.

### Hoạt động nghệ thuật quần chúng (1991 - 1995)
Những năm bao cấp khó khăn Siu Black đã chuyển sang làm tại công ty Điện lực Kontum từ năm 1992 cùng với chồng, trong thời gian này Siu đã tham gia sôi nổi các hoạt động văn hóa văn nghệ, giao lưu của công ty như đi công tác biểu diễn phục vụ đồng bào và tham gia các kỳ hội diễn văn nghệ của ngành. Về sau, Siu cùng Yjak Arul "đầu quân" cho Ðoàn ca múa dân tộc Ðắc Lắc và bắt đầu nổi tiếng từ đó. Tên tuổi và những chuyến đi lưu diễn của Siu Black đã trải khắp lãnh thổ Việt Nam, mang theo những lời ca về tình yêu với "hơi thở" đậm chất Tây Nguyên đến mọi miền. Qua những tình khúc của Nguyễn Cường ("Em muốn sống bên anh trọn đời", "Em hát thương ai"), của Phú Quang ("Ðâu phải bởi mùa thu"), của Ngọc Châu ("Chiều xuân"), Siu đã mang về 1 huy chương vàng cho Ðoàn nghệ thuật Ðam San năm 1995 và 1 huy chương vàng năm 1996.

### Nổi tiếng & Tạm dừng nghệ thuật (1996 - 2019)
Trong quan điểm thẩm mỹ của người Việt Nam, Siu Black không phải là một người phụ nữ đẹp, nhưng chính sự nhiệt tình, sự yêu đời, tự tin trong phong cách trình diễn và bởi "giọng hát đẹp" của chị đã tạo nên vẻ đẹp con người chị, khiến người nghe quên đi mọi điểm yếu ngoại hình.
Năm 1997, Siu ra Hà Nội tham dự chương trình ASEAN. Lần ấy, những người yêu nhạc và bạn bè các nước đã phải sửng sốt bởi một cô gái Ba Na rực lửa, có lối diễn hết mình và giọng ca như thác đổ này. Và vinh dự đến với Siu, được bầu là Ca sĩ xuất sắc nhất.
Siu được mời tham gia ban giám khảo cho cuộc thi Thần tượng âm nhạc: Vietnam Idol các năm 2007, 2008 và 2010.Đặc biệt năm 2007 Siu Black là người duy nhất của Việt Nam được mời làm giám khảo cuộc thi âm nhạc Asian Idol tổ chức tại Indonesia. Ngoài ra Siu là người dẫn chương trình cho show hài kịch Nhật ký không độ trên HTV9.
Siu Black cũng đã tham gia đóng trong một số bộ phim, trong đó có vai Má mì trong phim Huyền thoại bất tử (2009) được quay ở nhiều địa điểm thuộc miền Trung Việt Nam.. Cô cũng tham gia một số phim khác như Giọt đắng, Dốc sương mù, Cầu vồng sau mưa, Giải cứu thần chết,...
Năm 2009, Siu Black mở quán cà phê theo phong cách Tây Nguyên mang tên mình. Tuy nhiên, quán cà phê đã đóng cửa ngay sau đấy do làm ăn thua lỗ và để lại cho cô khoảng nợ lớn.
Năm 2013, Siu Black làm giám khảo chính ở vòng loại của chương trình Tôi là người chiến thắng - The Winner Is mùa đầu tiên (về sau Hoài Linh thay thế). Sau đó, cô gần như lui về ở ẩn sau những biến cố và thỉnh thoảng cô biểu diễn trong nhóm Ca đoàn Giáo xứ ở nhà thờ, xuất hiện ở một vài sự kiện giải trí, đêm nhạc và gameshow.

### Dần quay trở lại với nghệ thuật (2019 - nay)
Sau khoảng thời gian dài ở ẩn, Siu Black đang dần quay lại với nghệ thuật, cô tích cực đi hát, tham gia gameshow với nhiều vai trò như giám khảo, ca sĩ và khách mời, thi thoảng cô còn xuất hiện một vài sự kiện giải trí lớn, cô vẫn biểu diễn trong nhóm Ca đoàn Giáo xứ ở nhà thờ. Khi không đi show, cô trở về lại với dân làng ở KonTum để chăm sóc vườn tược và chăn nuôi heo là thú vui hiện tại của cô sau khi rời khỏi ánh đèn hào nhoáng của sân khấu. Chính sự hàn gắn với chồng cũ sau 10 năm tan vỡ, giờ đây chị chia sẽ rất hài lòng với cuộc sống hiện cùng chồng con và các thành viên trong gia đình, và trong tương lai chị cũng sẽ tiếp tục cuộc sống như thế này.
Năm 2022, nhờ sự giúp đỡ của Danh hài Thúy Nga, Siu Black đã thành lập kênh Youtube - nơi chị chia sẻ các hoạt động thường ngày và cũng là một công việc giúp chị kiếm thêm thu nhập.
Hiện nay, Siu Black vẫn tham gia các đêm diễn âm nhạc, xuất hiện ở một số Liveshow của đàn em thân thiết. Cô cũng tích cực tham gia nhiều chương trình truyền hình, gameshow và làm ban giám khảo của nhiều cuộc thi lớn. Mới đây, cô xác nhận tham gia chương trình Rock Việt mùa đầu tiên với vai trò huấn luyện viên. Khán giả vẫn dành nhiều tình cảm và sự mến mộ cho nữ ca sĩ Siu Black.

## Giải thưởng
Tiêu biểu:
- Huy chương vàng cho Đoàn nghệ thuật Đam San (1995)
- Huy chương vàng cho Đoàn nghệ thuật Đam San (1996)
- Huy chương vàng tại Liên hoa giọng hát vàng ASEAN (1997)
- Ca sĩ xuất sắc nhất tại Chương trình ASEAN (1997)
- Giải ba Bước nhảy hoàn vũ (2010)
- Top 10 ca khúc được yêu thích nhất tại nhiều BXH: Ca khúc K'Bing ơi (2011)
- Giải thưởng nhất tuần tại BXH Bài hát yêu thích: 3 lần (2013)
- Giải nhất BXH Bài hát yêu thích (2013)[11]

⇒ Ca sĩ Siu Black đã tham dự nhiều cuộc thi và đoạt giải thưởng cả trong lẫn ngoài nước.

## Danh sách âm nhạc

### Album
- Album Vol.1 Ly cà phê ban mê (1999)
- Album Vol.2 Ru ta ngậm ngùi (2000)
- Album Vol.3 Mặt trời trong Siu (20007)
- Album Vol.4 K'Bing ơi (2011)
- Album Những bài hát hay nhất của Siu Black (2022)

### Single
- Ngọn lửa cao nguyên
- Ly cà phê ban mê
- Đôi mắt Pleiku
- Em muốn sống bên anh trọn đời
- Còn yêu nhau thì về Buôn Ma Thuột
- Thênh thênh oong ơi
- Em hát thương ai
- K'Bing ơi
- Đâu bởi mùa thu
- Ngọn lửa cao nguyên
- Hạnh phúc xa trôi
- Chiều xuân
- Đâu phải bởi mùa xuân
- Tiếng sáo
- Vòng tay đam san
- Còn chút gì để nhớ
- Ru tôi ngậm ngùi
- Xin đừng gọi tôi nữa
- Vì đâu
- Bài ca trên đồi
- Rock buồn
- Tình yêu khó quên
- Xé bức thư tình
- Mặt trời dịu êm
- Và ta vừa thấy mặt trời
- Bài ca trên đồi
- Chỉ còn tôi với tôi
- Không thể và có thể
- Xin còn gọi tên nhau
- Bên nhau mùa xuân
- Mặt trời êm dịu
- Không phải em
- Điệp khúc tình yêu
- Chỉ là giấc mơ
- Chỉ là giấc mơ
- Phép lạ
- Nếu điều đó xảy ra
- Bài ca trên đồi
- Giữ bếp ấm hồng
- Vực sâu
- Khát khao môi hồng
- MV: Cỏ đêm (2020)
- MV: Giấc mơ mang anh đến bên em (2021)
- MV: Chúa xuân đang về (2023)
- MV: Vương (2023)[13]

### Lyric video
- Giấc mơ mang anh đến bên em
- Khát khao môi em hồng - OST Em hiền như ma sơ
- Lời bài hát giữ bên bếp hồng
- 60 năm
- Ru ta ngậm ngùi
- Muốn
- Cỏ đêm
- Nếu điều đó xảy ra

### Show diễn tiêu biểu
- Liveshow Mơ về nơi xa lắm - Phú Quang ( 1998 )
- Liveshow Ranh giới & Tình yêu 1 - Tuấn Hưng (2010)
- Đêm nhạc Tình khúc vượt thời gian (2011)
- Liveshow Ranh giới & Tình yêu 2 - Tuấn Hưng (2011)
- Tình nghệ sĩ (2013)
- Liveshow Bài hát yêu thích (2013)
- Liveshow Câu chuyện âm nhạc (2014)
- Liveshow Dấu ấn - Quang Hà (2014)
- Liveshow Tôi tỏa sáng (2014)
- Đêm nhạc Sol Vàng chủ đề Y Moan - Huyền thoại cao nguyên (2015)
- Liveshow Tuổi thơ tôi Hà Nội - Nguyễn Cường (2018)
- Đêm nhạc Miền ký ức (2020)
- Liveshow Trăm năm không quên (2017)
- Liveshow Cõi quê (2018)
- Minishow Mây lang thang - Ngon lửa cao nguyên (2021)
- Concert Đánh thức tình yêu - Quang Hà (2022)
- Đêm nhạc Việt Nam tinh hoa (2022)
- Đêm nhạc "Giáng sinh yêu thương" mùa thứ 2 (2022)

### Liveshow cá nhân
- Liveshow Siu Black - Siu & Các chàng trai (2010)
- Liveshow Siu Black - Khát khao môi hồng (2012)
- Liveshow Siu Black - Dấu ấn Siu Black (2015)
- Mini show - Đêm nhạc Sẻ chia yêu thương (2015)

### Ca khúc từng thể hiện
- My heart will go on
- Women in love, I will always love you
- Khi người con gái khóc
- Xuân bên em
- Cho em một ngày
- Và con tim đã vui trở lại
- Nắng có còn xuân
- Muốn
- Không thể và có thể
- Halleluia
- Mash up Ôi quê tôi (Lê Minh Sơn) – Xinh tươi Việt Nam (Nguyễn Hồng Thuận)
- Ngày hôm qua
- Sầu đông - Bolero
- Sầu tím thiệp hồng - Bolero
- Mùa thu lá bay - Bolero
- Tình đời - Bolero
- Đường tình đôi ngã - Bolero
- Đường tím bằng lăng - Bolero
- Hãy thắp ánh sáng

## Danh sách phim

### Phim ảnh
| Năm  | Phim               | Thể loại         | Vai         | Ghi chú |
| ---- | ------------------ | ---------------- | ----------- | ------- |
| 2008 | Giọt đắng          | Phim truyền hình | Bà Mai      | [ 14 ]  |
| 2009 | Huyền thoại bất tử | Phim điện ảnh    | Má mì       | [ 15 ]  |
| 2009 | Giải cứu Thần chết | Phim điện ảnh    | Bà Tiên Két | [ 15 ]  |
| 2010 | Em hiền như ma sơ  | Phim điện ảnh    | Emme Tiên   | [ 16 ]  |
| 2012 | Dốc sương mù       | Phim truyền hình | Bà Châu     | [ 17 ]  |
| 2015 | Cầu vồng sau mưa   | Phim truyền hình | Bát         | [ 18 ]  |

### Nhạc kịch
- Ca cảnh "Những hạt ngọc đời"
- Trích đoạn cải lương "Đời cô Lựu"
- Trích đoạn cải lương "Thái hậu Dương Vân Nga"

## Chương trình truyền hình
| Năm         | Chương trình                                 | Vai trò         |
| ----------- | -------------------------------------------- | --------------- |
| 2000 - 2008 | Nhịp cầu âm nhạc                             | Ca sĩ           |
| 2007 - 2008 | Nhật ký không độ                             | MC              |
| 2007        | Thần tượng âm nhạc: Vietnam Idol             | Giám khảo       |
| 2007        | Nhật ký không độ                             | MC              |
| 2007        | Asian Idol                                   | Giám khảo       |
| 2008        | Thần tượng âm nhạc - Vietnam Idol            | Giám khảo       |
| 2009        | Love bus – Hành trình kết nối những trái tim | Ca sĩ, MC       |
| 2010        | Hát tự nhiên                                 | Ca sĩ           |
| 2010        | Bước nhảy Hoàn vũ                            | Thí sinh        |
| 2010        | Thần tượng âm nhạc: Vietnam Idol             | Giám khảo       |
| 2011        | Cặp đôi hoàn hảo                             | Giám khảo       |
| 2012        | Ngôi nhà âm nhạc                             | Giám khảo       |
| 2012        | The voice - Giọng hát Việt                   | Cố vấn          |
| 2012        | Hợp ca tranh tài                             | Ca sĩ           |
| 2013        | Tôi là người chiến thắng - The Winner Is     | Giám khảo       |
| 2013        | Bài hát yêu thích                            | Ca sĩ           |
| 2014        | Câu chuyện âm nhạc                           | Ca sĩ           |
| 2014        | Tôi tỏa sáng                                 | Ca sĩ           |
| 2015        | Ngôi sao phương Nam                          | Giám khảo       |
| 2016        | The Mash Up – Hoán chuyển bất                | Ca sĩ           |
| 2017        | Sinh ra để tỏa sáng                          | Ca sĩ           |
| 2017        | Hát cùng mẹ yêu                              | Ca sĩ           |
| 2017        | The voice - Giọng hát Việt                   | Cố vấn âm nhạc  |
| 2019        | Ký ức vui vẻ                                 | Ca sĩ           |
| 2019        | Khám phá trong tôi                           | Ca sĩ           |
| 2020        | Giọng ải giọng ai mùa 5                      | Ca sĩ           |
| 2021        | Ca sĩ bí ẩn                                  | Ca sĩ           |
| 2021        | Chúng tôi là chiến sĩ                        | Ca sĩ           |
| 2022        | Sao tìm sao mùa 2                            | Giám khảo       |
| 2022        | Rock Việt                                    | Huấn luyện viên |
| 2022        | Tiếng hát đại ngàn                           | Ca sĩ           |
| 2023        | The Khang Show                               | Khách mời       |
| 2023        | Cassette hoài niệm                           | Ca sĩ           |
| 2023        | Thần tượng âm nhạc - Vietnam Idol            | Ca sĩ khách mời |
| 2023        | Giọng hát Việt toàn cầu                      | Giám khảo       |

- Và nhiều chương trình khác

## Sự kiện
1. Ngày 10/06/2012, trong đêm liveshow "Siu Black - Khát khao môi hồng" kỷ niệm 20 năm đến với sân khấu âm nhạc của mình, ca sĩ Siu Black đã cống hiến hết mình với những ca khúc gắn liền với tên tuổi của chị như Ngọn lửa cao nguyên, Ly cà phê ban mê, Đôi mắt Pleiku...[19][20]
2. Ngày 7/3/2015, sau những ồn ào về đời sống riêng, ca sĩ Siu Black đã trở lại đời sống âm nhạc bằng liveshow "Dấu ấn Siu Black". Đây là đêm nhạc giúp giọng ca của núi rừng một thời không chỉ tìm lại được nụ cười rạng rỡ ngày nào, mà còn là cơ hội để Siu Black cháy hết mình với những ca khúc "hit" một thời.[21]

## Scandal
1. Trong chương trình Việt Nam idol 2010 Siu Black đã bị một thí sinh khuyết tật làm cho chị bị mọi người hiểu lầm[15] nhưng sau đó mọi việc đã được giải thích rõ qua đoạn clip thi của thí sinh đó.
2. Vào tháng 7 năm 2013, sự kiện Siu Black vỡ nợ được các báo công bố rầm rộ với số tiền là vài tỉ đồng. Phương Thanh là người chủ động giúp Siu Black trả nợ bằng cách tổ chức các hoạt động ca hát phòng trà. Chính Phương Thanh cũng bất ngờ vì không rõ khoản nợ của Siu Black thực sự là bao nhiêu.[22][23] Từ khi sự cố vỡ nợ xảy ra, sự nghiệp Siu Black ngày càng đi xuống.[24][25] Hiện nay chị đang chăn heo để trả nợ.